# Tempelheiligtum Zingsheim

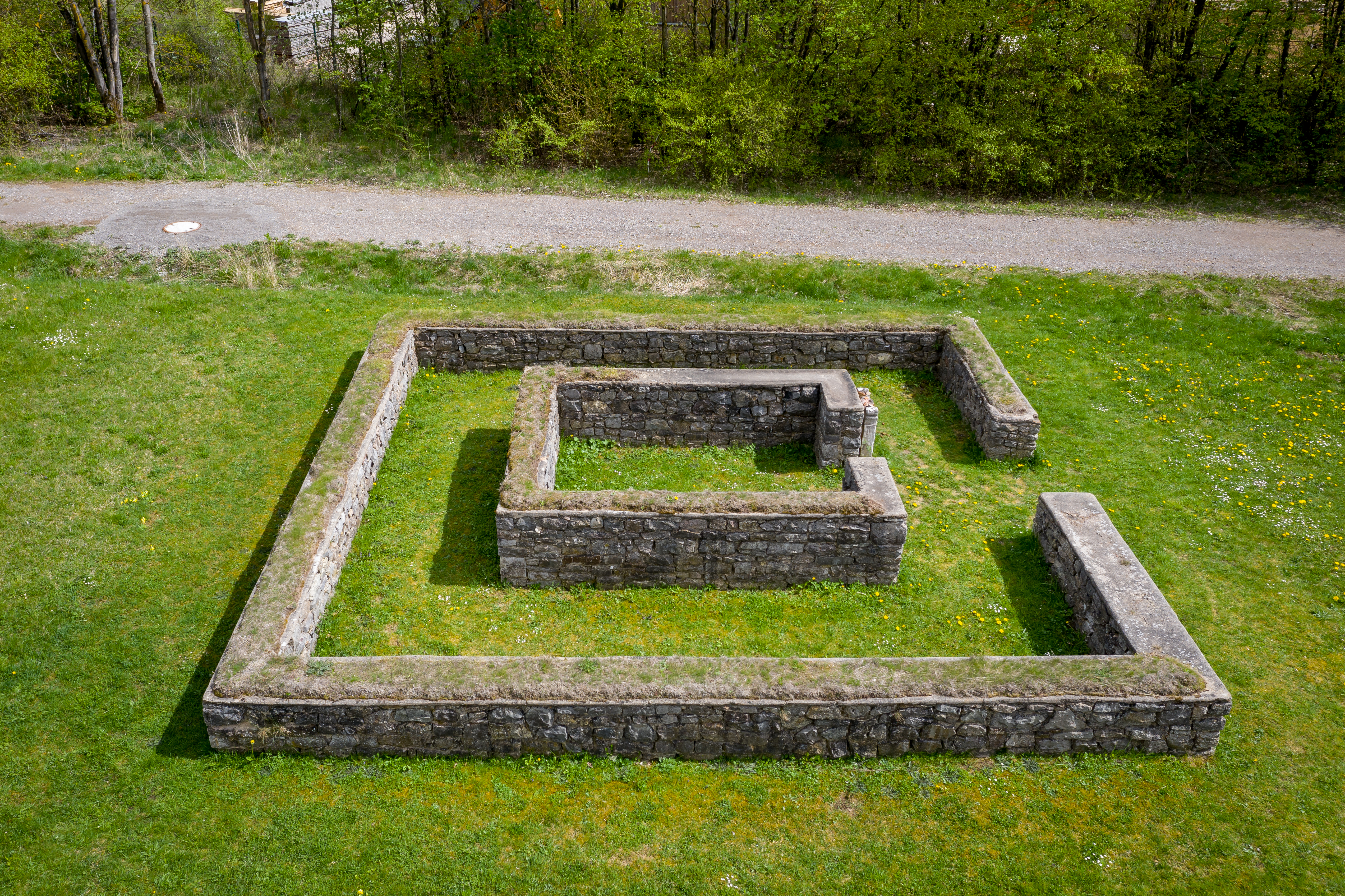
Tempelheiligtum Zingsheim

Das Tempelheiligtum von Zingsheim ist ein Matronenheiligtum im Ortsteil Zingsheim der Gemeinde Nettersheim im nördlichen Eifelvorland im Kreis Euskirchen. Das Heiligtum war mutmaßlich zentraler Kultort der Verehrung der Matronae Fachinehae und wurde in der Zeit des 2. Jahrhunderts bis zur zweiten Hälfte des 4. Jahrhunderts frequentiert. Das Tempelheiligtum liegt zwischen den beiden weiteren Heiligtümern des Gemeindegebiets in Nettersheim/Görresburg und in Nöthen/Pesch.

## Auffindung
Bereits um die Wende zum 20. Jahrhundert wurden in der Nähe des Zingsheimer Heiligtum, einen Kilometer westlich im Flurstück „Gleisinger Heck“, in einem merowingerzeitlichen fränkischen Gräberfeld als Grabwandungen verbaute Spolien einige Votivsteine der Fachinehae gefunden.
Anfang des 20. Jahrhunderts wurden in der Flur „Vor Hirschberg“, einen Kilometer südwestlich des Zingsheimer Ortskern in einem heutigen Industriegebiet, bei der Anlage von neuen Wirtschaftswegen Bau- und Fundamentreste und verzierte Kalk- und Sandsteinfragmente gefunden. Ab 1963 erfolgte durch das rheinische Bodendenkmalamt eine Grabungskampagne.

## Befund

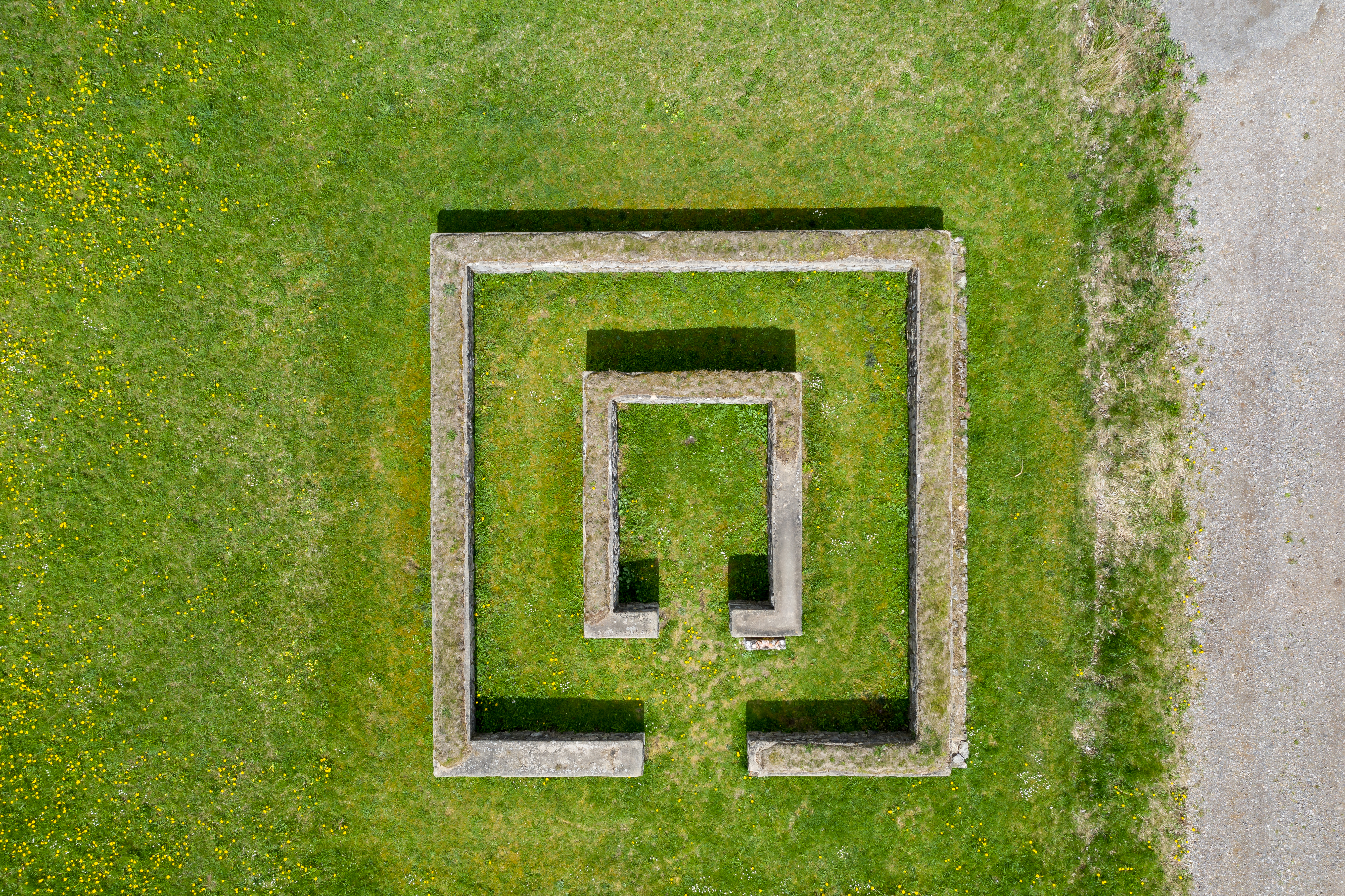
Grundmauern der Anlage

Der Bezirk findet sich auf einem ebenen Areal, in dessen unmittelbarer Nähe sich nördlich und östlich Quellen befinden, wobei die östliche (Quellmulde) trocken liegt. Auf einer aufgedeckten Fläche von 1700 m² wurde durch 23 Grabungsschnitte im südlichen Teil des Planum ein viereckiger gallo-römischer Umgangstempel mit einer nordöstlich-südwestlichen Ausrichtung angesprochen.
Der Bau ist mit einer Cella und einer Umgangsmauer mit Pfostenlöchern für die hölzernen Träger der Dachkonstruktion ausgeführt. Reste der Eindeckung mit Dachziegeln wurden um den Bau in einer Schicht gefunden. Von der Umgangsmauer waren lediglich die Mauerstickung (Fundamente), beziehungsweise die unterste Lage und Ausbruchgruben erhalten, reguläres Mauerwerk ist bei der Cella festgestellt. Als Baumaterial für die Mauerungen wurde Grauwacke und Kalkbruchstein und Mörtel verwendet. In der Forschung (Biller) wird davon ausgegangen, dass der Tempel zu einem größeren Gelände und Gebäudekomplex gehört, das bisher nicht festgestellt wurde, eine dahingehende Untersuchung steht noch aus.
Die Abmessungen der Cella sind, bei einer Mauerstärke von 0,45 m, 4,50 m × 3,70 m. Der trapezflächige Umgang hat die Maße von 9,50 m × 8,45 m und eine Mauerstärke zwischen 0,50 m bis 0,60 m. Die Aufmauerungen blieben mit der Stickung in einer Höhe von 0,60 m erhalten. In einer späteren Bauphase wurde dem Umgang im Südosten eine 8,50 m lange und 0,42 m breite Mauer vorgelegt, deren Sohle höher lag als die der Mauerung des Umgangs und vergleichbar ist mit einer Konstruktion im Tempelbezirk „Görresburg“. Möglicherweise hatte sie die Funktion für die Aufstellungen der Votivgaben inne. In direkter Tempelumgebung wurden im Areal keine weiteren Gebäudereste gefunden, lediglich im Nordwesten wurden in 30 m Entfernung nicht weiter untersuchte römische Mauerreste angeschnitten. Insgesamt ist der Aufbau des Gebäudes unklar, zahlreiche Funde von Nägeln im Bereich der Cella und Umgang werden als Hinweis für einen Holzbau gedeutet. Im Zuge einer Nachgrabung 1976 wurden abschließend die Grundmauern rekonstruiert und sind heute frei zugänglich als Bodendenkmal zu besichtigen.

## Funde
Bei den nordwestlichen angeschnittenen römischen Mauerspuren wurden zwei Inschriftenfragmente aus rotgelbem Sandstein gefunden, die den Ort als Tempel der Fachinehae definieren. Das Fragment eines Votivsteins (Follmann-Schulz Tafel X, 1; Biller Tafel 17, 3) zeigt die gestörte Inschrift „Matroni[s] / Fa(c)hin[e]hab[us] / Ma[“. Eine mit Rosetten verzierte Steinplatte zeigt das Inschriftenfragment „] Fah[…“. Die Inschriftenspolien vom Fundort „Gleisiger Heck“ gelten durch die Verbauungen als Verschleppungen aus dem Heiligtum. Des Weiteren wurden an unbeschrifteten Steinfunden ein Torso eines Genius gefunden sowie eine lebensgroße menschliche Hand aus Gelbsandstein im südöstlichen Teil des Tempels, deren Fingersatz komplett bis auf den Daumenansatz abgeschlagen ist (Follmann-Schulz Tafel X 3, 4). Figürliche Funde sind ebenfalls fragmentarisch erhalten und werden als Frauenkopf angesprochen (Biller Tafel 20, 1), außerdem ein Fragment einer weiblichen Gewandfigur, die vermutlich einen Fruchtkorb in der Linken trug und als Abbildung einer Matrone gedeutet wird.
Im Spektrum der Kleinfunde sind besonders Münzseriationen gefunden worden, die einen relativen Zeitraum der Nutzung des Heiligtums taxieren lassen. Im Areal wurden 22 Münzen festgestellt, von denen 21 im Bereich der Cella und des Umgangs gefunden wurden. Nordwestlich in ungefähr 20 bis 25 m Entfernung zum Tempel wurde ein As des 1. oder 2. Jahrhunderts gefunden, ihm folgt zeitlich ein Antoninianus, der unter Gallienus in Rom zwischen 260 und 268 geprägt wurde. Die Münzreihen brechen mit der Prägung einer Viertelmaiorina des Theodosius I. ab aus der Zeit von 388 bis 392, die in Lugdunum geschlagen wurde.